# Jumpsuit

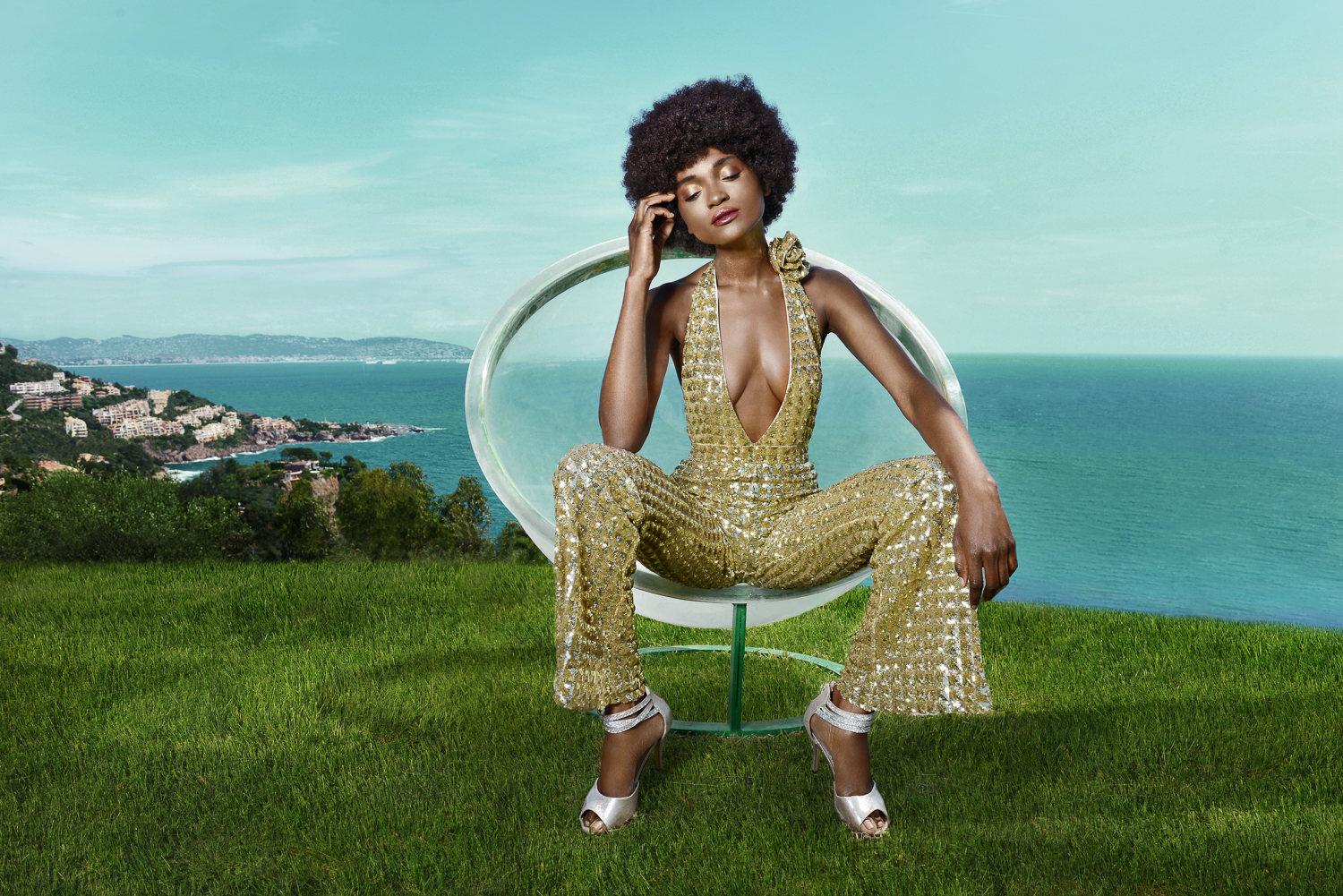
Goldfarbener Jumpsuit

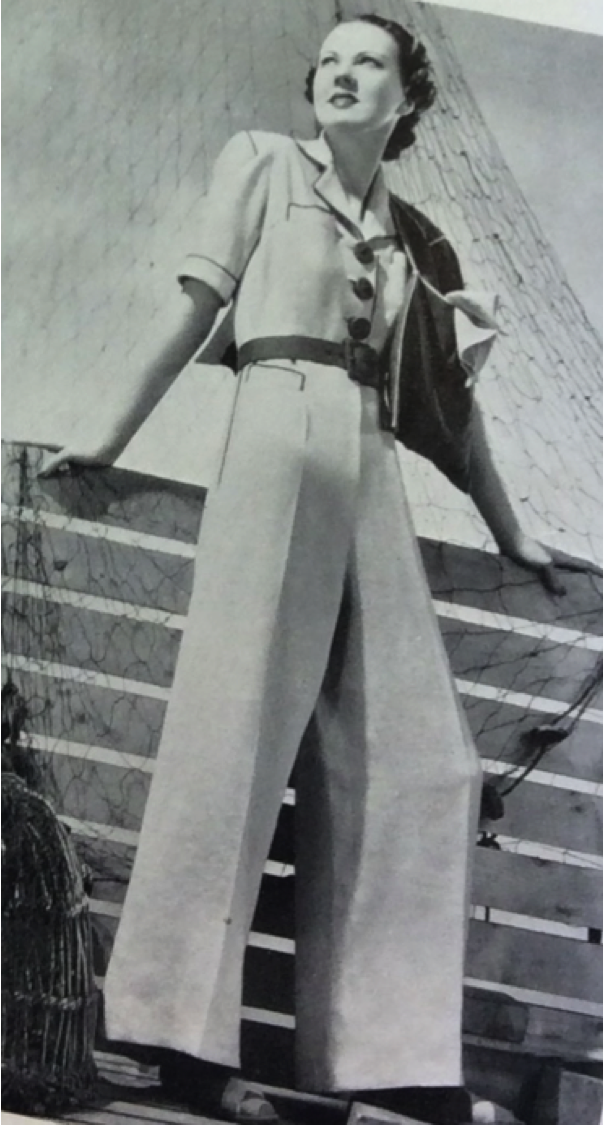
Beach Jumpsuit von Vera Borea 1935

Ein Jumpsuit ist ein aus einem Oberteil mit Hosenbeinen bestehendes, einteiliges Kleidungsstück, das die Füße, Hände und Kopf nicht bedeckt. Auch Springeranzug oder Springerkombi ziviler Fallschirmsportler genannt, bezeichnete dieser die einteilige Einsatzbekleidung der Fallschirmjäger, um an der Koppel befestigte Ausrüstung wie Magazintaschen beim Fallschirmsprung abzudecken, damit diese beim Fallschirmsprung sich nicht an den Fangleinen verhängen kann, und wird über der Uniform oder der zivilen Bekleidung getragen. Bei deutschen Fallschirmjägern wurde er auch als Knochensack bezeichnet. Der Jumpsuit für den Fallschirmsprung ist eng am Körper anliegend geschnitten. Overalls werden statt der Oberbekleidung getragen. Der Overall ist eine Schutzkleidung für Arbeit und Sport wie für Angler, Rennfahrer, Skifahrer, Mechaniker, Sträflinge; und für Kinder als Überzieher.

## Sport
Häufig befinden sich an den Armen und Beinen Griffe als Paneels für das Formationsspringen, um den jeweils anderen Springer für Figuren anfassen und halten zu können. Eine Abwandlung der zivilen Springerkombi ist der Wingsuit oder Flügelanzug mit eingenähten Flughäuten zur Überwindung kurzer Strecken im Gleitflug.

## Geschichte
Vorläufer in Deutschland war die Fallschirmjäger-Bluse der Luftwaffe der Wehrmacht bis 1945, die auch als „Knochensack“ bezeichnet wurde, bzw. der sogenannte Sidcot-Suit des australischen Flugpioniers Sidney Cotton aus dem Jahre 1917.

## Mode

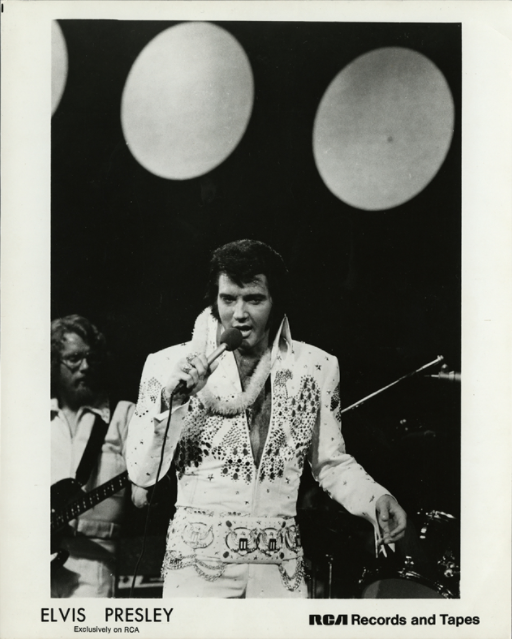
Elvis Presley im Jumpsuit

Als Jumpsuit bezeichnet man in der Mode ebenfalls ein einteiliges, durchgehendes Kleidungsstück. Schon in den 30er-Jahren gab es Entwürfe des französischen Modehauses Vera Borea. In den 1960er-Jahren führte Pauline Trigère den Jumpsuit als modischen Anker ein.
Besonders für Frauen gibt es ihn als Einteiler, oft mit Reißverschluss und in verschiedenen Varianten: mit kurzem oder langem Arm, ärmellos, mit weitem Bein (Hose) oder eng anliegend (Catsuit).
Bei Männern war der Jumpsuit lange Zeit meist nur als zweckmäßiger Overall oder Berufskleidung bekannt. Eine Ausnahme war Elvis Presley, der in den 70er-Jahren durch seine außergewöhnliche Aufmachung während seiner Bühnenshows als „Entertainer im Jumpsuit“ in die Geschichte einging.
Für Männer, Frauen und Kinder ist in den 2000er-Jahren durch den Onesie eine Version des Jumpsuits als Freizeitbekleidung populär geworden, bei der eher die bequeme Kleidung, manchmal aber auch ein besonders buntes, ausgefallenes Outfit im Mittelpunkt steht.

## Berufskleidung
Mit der klassischen Springerkombi verwandt sind Uniformen und einteilige Kleidungsstücke wie Fluganzüge für Crew-Mitglieder (seltener Passagiere) bestimmter Luftfahrzeuge sowie für Raumfahrer, Druckanzüge für Piloten hoch fliegender Kampfjets und Raumanzüge.

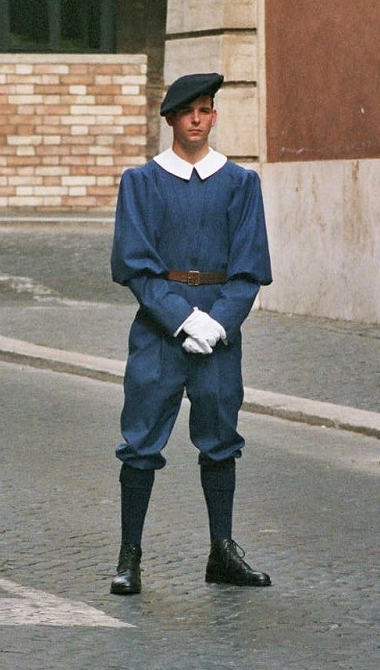
Schweizer Gardist in Exerzier- und Nacht-Uniform
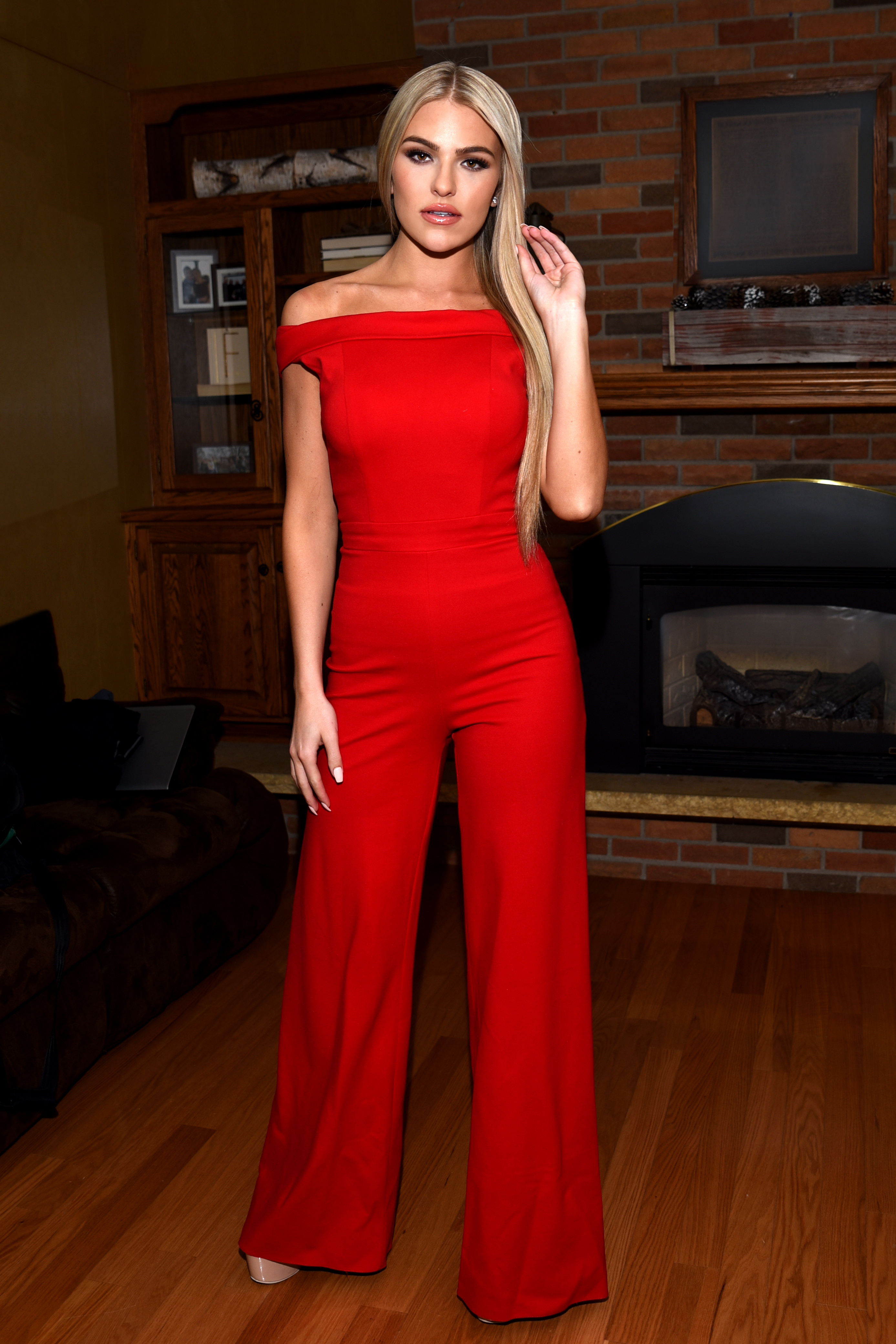
Jumpsuit mit weitem Bein
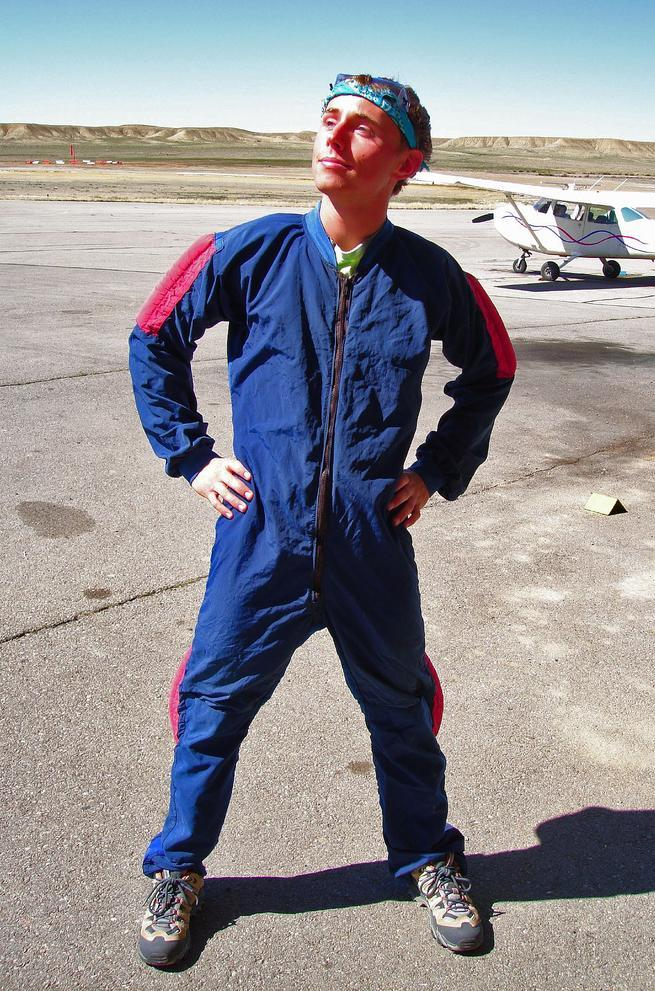
Mann in einem Jumpsuit
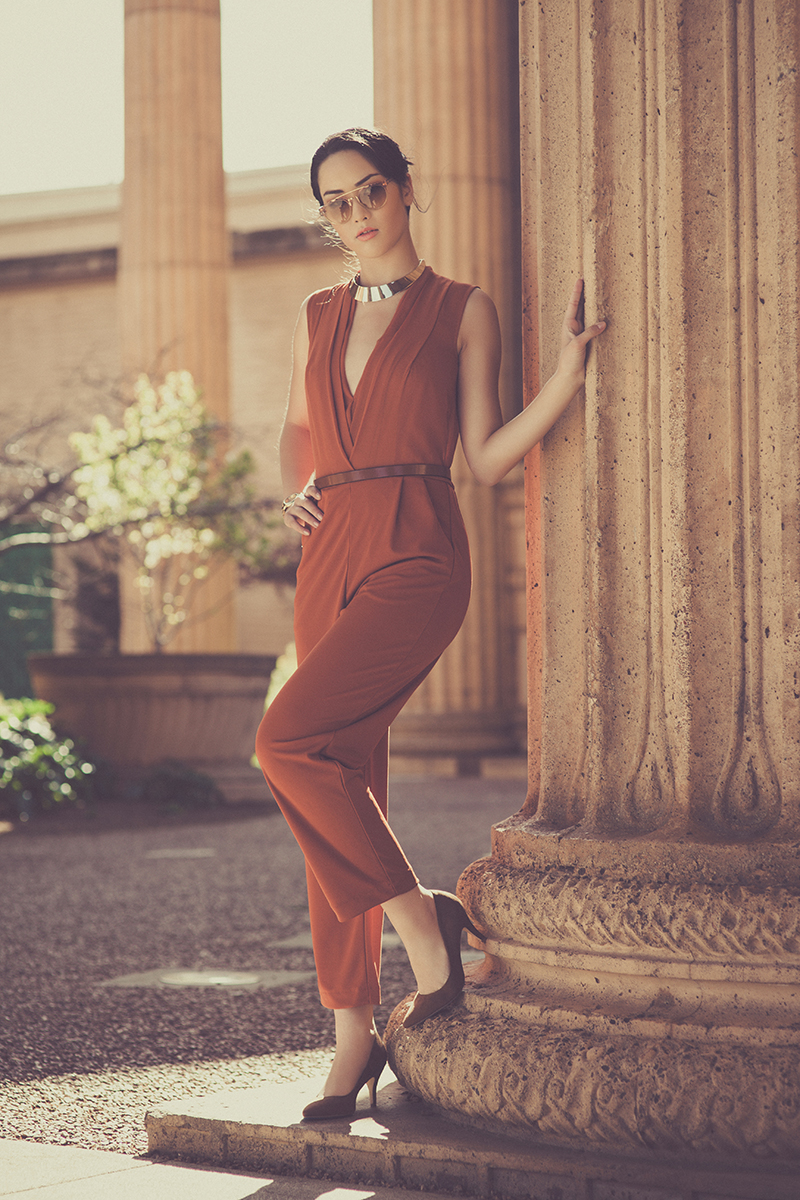
Ärmelloser Jumpsuit